# 新和路街道
新和路街道，是中华人民共和国甘肃省兰州市西固区下辖的一个乡镇级行政单位。原以新和路办事处之名列为类似乡级单位。

## 行政区划
新和路街道下辖以下地区：
新和路社区。